# Temnostoma balyras
Temnostoma balyras är en tvåvingeart som först beskrevs av Walker 1849.  Temnostoma balyras ingår i släktet tigerblomflugor, och familjen blomflugor. Inga underarter finns listade i Catalogue of Life.